# Ajo de Vallelado
El ajo de Vallelado es una variedad de la hortaliza allium sativum autóctona del municipio de Vallelado, en la provincia de Segovia, en la comunidad autónoma de Castilla y León. Su cultivo comprende unas 300 hectáreas dentro de treinta municipios distribuidos principalmente en la provincia de Segovia (Vallelado, Mata de Cuéllar, San Cristóbal de Cuéllar, Narros de Cuéllar) que ocupan 270 hectáreas, y otros municipios de la provincia de Valladolid con 30 hectáreas. Su producción total representa el 70% de la comunidad autónoma y el mayor en ambas provincias.
La semilla se distingue por la uniformidad y gran tamaño de sus dientes, que son más del doble que los ajos de importación de otros países como Estados Unidos, Francia o China, y no están tan adheridos como en otras variedades, lo que le confieren mayor facilidad para pelarlos y separarlos; el tamaño de sus cabezas es grande pero no tanto como los importados, debido a que pese a que el tamaño del grano lo sea, tiene menos número de dientes por cabeza. Su fruto es blanco brillante, de textura crujiente, picante, aromático, muy sabroso y persistente en la boca, y es afamado por los más afamados cocineros nacionales, entre los que destaca el vasco Karlos Arguiñano. Su siembra se lleva a cabo entre los meses de octubre y noviembre, o de manera tardía entre diciembre y enero, y su recolección se efectúa en el mes de julio.
Alrededor de su exaltación el municipio celebra un festival de folclore castellano denominado Festival Folklórico del Ajo, cuya primera edición fue realizada en el año 1987. En el año 2008 y a instancias del Consorcio Agropecuario Provincial de Segovia se creó la Asociación para la Promoción del Ajo de Vallelado, que tiene por objetivos la promoción, comercialización y expansión del alimento en el mercado, así como su protección y conservación como variedad autóctona además de conseguir la marca de garantía que certifique su calidad.